# Gary K. Nelson
Gary Kent Nelson (* 12. Juli 1935 in La Crosse, Wisconsin; † 17. Mai 2013 in Mesa, Arizona) war ein US-amerikanischer Jurist und Politiker (Republikanische Partei).

## Werdegang
Gary Kent Nelson, Sohn von Nora Netterloe und Angus M. Nelson, wurde 1935 im La Crosse County geboren. Seine Kindheit war von der Weltwirtschaftskrise überschattet. Die Familie zog dann Ende der 1930er Jahre oder in den 1940er Jahren nach Iowa und ließ sich dort in Fort Dodge (Webster County) nieder. Von dort zog sie 1952 nach Arizona. Die Familie ließ sich in Phoenix (Maricopa County) nieder. Gary Kent Nelson graduierte 1953 an der Phoenix Union High School mit Auszeichnung. Er ging dann auf die Arizona State University, wo er 1957 mit einem Bachelor of Sciences abschloss. Während seiner Studienzeit spielte er in der Blaskapelle. Er war Mitglied in der Arizona State Alumni Association und 1988 deren Präsident.
Von 1957 bis 1959 diente er in der US-Army bei der United States Army Intelligence (USAI) in St. Louis (Missouri). Er war nie auf einem Kriegsschauplatz.
Während seiner Militärzeit lernte er seine zukünftige Ehefrau Juanita Moen kennen, welche zu jener Zeit als Krankenschwester in St. Louis tätig war. Das Paar bekam vier Söhne: Bradley Kent, Byron Keith, Douglas P. und Gregory Neil. Sie wurden nach Generälen, einem Golfer und einem Astronauten benannt.
Nelson ging dann an die juristische Fakultät der University of Arizona, wo er 1962 mit einem Bachelor of Laws graduierte. Danach war er von 1962 bis 1963 als Referendar beim Chief Justice vom Arizona Supreme Court Fred C. Struckmeyer junior tätig. In der Folgezeit betrieb er eine Anwaltspraxis in Phoenix. Von 1964 bis 1968 war er als stellvertretender Attorney General von Arizona tätig. Nelson wurde 1968 zum Attorney General von Arizona gewählt und 1970 wiedergewählt. Er bekleidete den Posten von 1969 bis 1974. Während dieser Zeit hatte er den Vorsitz bei der National Association of Attorney's General. Der Gouverneur von Arizona John Richard Williams ernannte ihn dann 1974 zum Richter am Arizona Court of Appeals. Nelson bekleidete den Richterposten vier Jahre lang und schied nach einer verlorenen Wahl zum Richter aus dem Amt. Er war dann von 1979 bis zu seiner Pensionierung im Jahr 1997 als Chief Staff Attorney am Arizona Supreme Court tätig.
Nelson war Präsident vom South Mountain Lions Club und betätigte sich auch als Weihnachtsbaumverkäufer. Er saß im Vorstand vom South Phoenix Boys Club und hatte den Vorsitz im Kirchenrat von Hope Lutheran, wo er auch als Chorleiter (Bariton) tätig war. Außerdem diente er im Vorstand der Heilsarmee.